# UCI ProTour 2009
De UCI ProTour 2009 was de vijfde editie van de opvolger van de wereldbeker in de wielersport. Deze editie begon op 20 januari 2009 met de Tour Down Under en eindigde op 23 augustus met de GP Ouest France.
In 2008 won Alejandro Valverde het eindklassement van de ProTour voor Damiano Cunego en Andreas Klöden. Dit jaar wordt er een nieuw systeem toegepast: de UCI Wereldkalender. Daardoor is het ProTour-klassement komen te vervallen.
De nieuwe teams dit jaar zijn Team Katjoesja en Garmin-Slipstream, zij kwamen in de plaats van Crédit Agricole en Team Gerolsteiner. Verder is het oude CSC-team veranderd naar Saxo Bank en ging het Spaanse Saunier Duval-Scott verder als Fuji-Servetto.
Op de kalender van deze editie ontbraken net als het vorige jaar de grote rondes en enkele andere belangrijke koersen waaronder vier van de vijf grootste klassiekers. De Ronde van Duitsland werd dit jaar niet georganiseerd vanwege de grote hoeveelheden dopinggevallen waardoor de kalender één wedstrijd minder kende dan in 2008.

## Wedstrijden
| Datum          | Koers                 | Winnaar              | Winnaar           |
| -------------- | --------------------- | -------------------- | ----------------- |
| 20-25 januari  | Tour Down Under       | Allan Davis          | Quick·Step        |
| 5 april        | Ronde van Vlaanderen  | Stijn Devolder       | Quick·Step        |
| 8 april        | Gent-Wevelgem         | Edvald Boasson Hagen | Team Columbia     |
| 6-11 april     | Vuelta al País Vasco  | Alberto Contador     | Astana            |
| 19 april       | Amstel Gold Race      | Sergej Ivanov        | Team Katusha      |
| 28 april-3 mei | Ronde van Romandië    | Roman Kreuziger      | Liquigas          |
| 18-24 mei      | Volta a Catalunya     | Alejandro Valverde   | Caisse d'Epargne  |
| 7-14 juni      | Dauphiné Libéré       | Alejandro Valverde   | Caisse d'Epargne  |
| 13-21 juni     | Ronde van Zwitserland | Fabian Cancellara    | Team Saxo Bank    |
| 1 augustus     | Clásica San Sebastián | Carlos Barredo       | Quick·Step        |
| 2-8 augustus   | Ronde van Polen       | Alessandro Ballan    | Lampre-N.G.C.     |
| 16 augustus    | Vattenfall Cyclassics | Tyler Farrar         | Garmin-Slipstream |
| 23 augustus    | GP Ouest-France       | Simon Gerrans        | Cervélo Test Team |
| 18-25 augustus | / Eneco Tour          | Edvald Boasson Hagen | Team Columbia     |

## Ploegen
In 2009 telde de ProTour achttien ploegen:
| 18 UCI ProTour-ploegen | 18 UCI ProTour-ploegen | 18 UCI ProTour-ploegen |
| ---------------------- | ---------------------- | ---------------------- |
| AG2R-La Mondiale       | Française des Jeux     | Rabobank               |
| Astana                 | Fuji-Servetto          | Silence-Lotto          |
| Bouygues Télécom       | Garmin-Slipstream      | Team Columbia-HTC      |
| Caisse d'Epargne       | Lampre                 | Team Katjoesja         |
| Cofidis                | Liquigas               | Team Milram            |
| Euskaltel-Euskadi      | Quick Step             | Team Saxo Bank         |

AG2R-La Mondiale · Astana · Bbox-Bouygues Telecom/2009 · Caisse d'Epargne · Cofidis · Team Columbia · Team CSC Saxo Bank · Euskaltel-Euskadi · Française des Jeux · Fuji-Servetto · Garmin-Chipotle · Katjoesja · Lampre-NGC · Liquigas · Team Milram · Quick·Step · Rabobank · Silence-Lotto
 Tour Down Under · 
 Ronde van Vlaanderen · 
 Ronde van het Baskenland · 
 Gent-Wevelgem · 
 Amstel Gold Race · 
 Ronde van Romandië · 
 Ronde van Catalonië · 
 Critérium du Dauphiné Libéré · 
 Ronde van Zwitserland · 
 Clásica San Sebastián · 
 Ronde van Polen · 
 Vattenfall Cyclassics · 
  Eneco Tour · 
 GP Ouest France-Plouay